# ارمک برگه‌ریز
ارمک برگه‌ریز (نام علمی: Ephedra microbracteata) نام یک گونه از سرده ارمک است..